# Канат-е Паїн-е Сандже-Баші
Канат-е Паїн-е Сандже-Баші (перс. قنات پائين سنجه باشي) — село в Ірані, у дегестані Бакерабад, у Центральному бахші, шахрестані Магаллат остану Марказі. За даними перепису 2006 року, його населення становило 0 осіб.